# Jenny Cooper
Jenny Cooper (anteriormente acreditada como Jenny Levine) es una actriz canadiense. Hizo su debut profesional en 1995 como la estrella de la serie Molly en la serie de televisión canadiense Jake and the Kid, luego protagonizó la serie Fast Track de Showtime y posteriormente ha aparecido en numerosos programas, incluyendo Monk, Scandal, The Outer Limits y CSI Miami. Cooper también protagonizó la miniserie The Feast of All Saints. Cooper también interpretó a la cirujana traumatológica Jenny Blake en el drama televisivo de misterio Open Heart de 2015.

## Carrera en la actuación
Cooper comenzó a actuar en obras escolares a los 11 años. Comenzó su carrera profesional en la serie de televisión Jake and the Kid en 1995 y ha protagonizado decenas de series de televisión.
Tuvo un papel recurrente como Valerie Harris en cuatro episodios de la serie de televisión Fox 24, interpretando a una funcionaria de Seguridad Nacional que formaba parte de una toma de control de la Unidad Contra el Terrorismo. El proyecto la reunió con Jon Cassar, el productor ejecutivo del programa que ya la había dirigido en Jake and the Kid. Debido a que cada temporada del programa tiene lugar en un día, ella nunca tuvo un cambio de vestuario, pero tenía varios del mismo atuendo.
En 2013, Cooper fue guionista, coproductor y uno de los actores principales de la película canadiense I Think I Do. La comedia romántica se desarrolló en Edmonton y también se filmó en locaciones de la ciudad. Cooper interpretó a la hermana de los personajes interpretados por Mia Kirshner y Sara Canning, quienes juntas dirigen una empresa de planificación de bodas. Cooper también interpretó un papel invitado en varios programas de televisión como Doc, The Outer Limits, Nash Bridges y Monk.
Desde 2019 tiene un papel principal y recurrente en Un lugar para soñar.

## Vida personal
Cooper nació en 1974 en Toronto, creció en Key Biscayne, Florida y vive en Los Ángeles. Se casó con Daniel Cooper en 2008 y tiene 3 hijos.

## Filmografía

### Películas
| Año  | Título          | Papel           | Notas                        |
| ---- | --------------- | --------------- | ---------------------------- |
| 2004 | Godsend         | Sandra Shaw     |                              |
| 2008 | Baby Blues      | Josie Patterson |                              |
| 2010 | Unconditionally | Alise           | Cortometraje                 |
| 2013 | I Think I Do    | Beth            | También escritor y productor |
| 2016 | Shovel Buddies  | Susan           | Video                        |
| 2016 | Bambina         | Anne            | Cortometraje                 |

### Televisión
| Año           | Título                                | Papel               | Notas                                                          |
| ------------- | ------------------------------------- | ------------------- | -------------------------------------------------------------- |
| 1995-96       | Jake and the Kid                      | Molly Gattenby      | Recurrente                                                     |
| 1997          | When Innocence Is Lost                | Darlene             | Película de televisión                                         |
| 1997          | Psi Factor: Crónicas de lo paranormal | Pvt. Kristin Smythe | "Man of War"                                                   |
| 1997-98       | Fast Track                            | Wendy Servine       | Protagonista                                                   |
| 1999          | Nash Bridges                          | Julia Clark         | "Hide and Seek"                                                |
| 1999          | The Outer Limits                      | Laura White         | "Descent"                                                      |
| 2000          | Foreign Objects                       | Allison             |                                                                |
| 2001          | Feast of All Saints                   | Aglae Dazincourt    | TV miniseries                                                  |
| 2002          | Bliss                                 | Laura               | "Guys and Dolls"                                               |
| 2002          | Monk                                  | Jennifer Zepetelli  | "Mr. Monk and the Psychic"                                     |
| 2003          | The One                               | Emily Gardner       | Película de televisión                                         |
| 2003          | Mutant X                              | Lisa Larkin         | "Inferno"                                                      |
| 2003          | Soul Food                             | Wenda Carlton       | "Truth's Consequences"                                         |
| 2003          | Missing                               | Ingrid Brodie       | "Ties That Bind"                                               |
| 2003-04       | Doc                                   | Marcia Rodich       | "The Way We Were", "Lights Camera Medicine"                    |
| 2004          | True Crimes: The First 72 Hours       | Kathleen Philcox    | "Lone Wolf"                                                    |
| 2004-06       | El Colegio del Agujero Negro          | Sarah Pearson       | Recurrente                                                     |
| 2006          | 24                                    | Valerie Harris      | Recurrente                                                     |
| 2006          | The Obsession                         | Linda Irving        | Película de televisión                                         |
| 2007          | Close to Home                         | Rita Lewis          | "Fall from Grace"                                              |
| 2007          | Ghost Whisperer                       | Jane Hargrove       | "The Gathering"                                                |
| 2007          | Las Vegas                             | Helen               | "A Cannon Carol"                                               |
| 2011          | CSI: Miami                            | Suzanne Gramercy    | "Crowned"                                                      |
| 2012          | Scandal                               | Kendal Parks        | "The Trail"                                                    |
| 2012          | Last Resort                           | Carol Terman        | "Blue on Blue"                                                 |
| 2012          | NCIS                                  | Connie Martin       | "Gone"                                                         |
| 2015          | Open Heart                            | Dr. Jane Blake      | Protagonista                                                   |
| 2015          | Bones                                 | Kim Delson          | "The Lost in the Found"                                        |
| 2015          | Grey's Anatomy                        | Bethany Tanner      | "Sledgehammer"                                                 |
| 2015          | CSI: Cyber                            | Karen Sullivan      | "Red Crone"                                                    |
| 2016          | Rizzoli & Isles                       | Elizabeth           | "Post Mortem"                                                  |
| 2019-presente | Un lugar para soñar                   | Joey                | Protagonista (temporada 1); recurrente (temporada 2 -presente) |